# Indonezijsko-malezijski sukob
Indonezijsko-malezijski sukob ili Bornejski sukob bio je trogodišnji hladnoratovski oružani sukob kojim je Indonezija priznala Malajsku Federaciju odnosno Maleziju, iz koje je tijekom rata sporazumno istupio Singapur. Nakon proglašenja Malajske Federacije 1948. i stjecanja neovisnosti iste 1957., zbog indonezijskih zahtjeva za Sabahom i Sarawakom dolazi do sukoba u kojemu pobjedu odnosi Malezija u savezu s članicama Commonwealtha. Iako je oružani sukob službeno započeo u siječnju 1963., korijeni sukoba leže u Bornejskoj pobuni započetoj mjesec dana ranije. Malezija vojnom pobjedom na geopolitičkom planu zadobiva željenu suverenost i priznanje.